# 노진설
노진설(盧鎭卨, 1900년 ~ 1967년)은 미 군정, 대한민국의 대법관, 법조인이다. 대한민국의 제2대 감찰위원장을 역임했다. 미 군정기에는 사법행정처장을 역임했다. 본관은 광주. 
1948년 3월 미 군정청 군정장관 딘 소장으로부터 5·10 총선거를 관리하기 위한 중앙선거위원회 위원에 임명되었다. 정부 수립에 참여하였으며, 정부 수립 이후 대법관으로 위당 정인보의 뒤를 이어 감찰위원장에 취임하였다. 노진설은 감찰위원장 재직 중, 반민특위에서 악질 일제 형사 출신에게 첫 사형선고를 내리기도 하였다.
1948년 6월 1일 헌법기초위원회 전문위원에 선임되었다.

## 같이 보기
- 정인보
- 반민특위